# Walter Clopton Wingfield

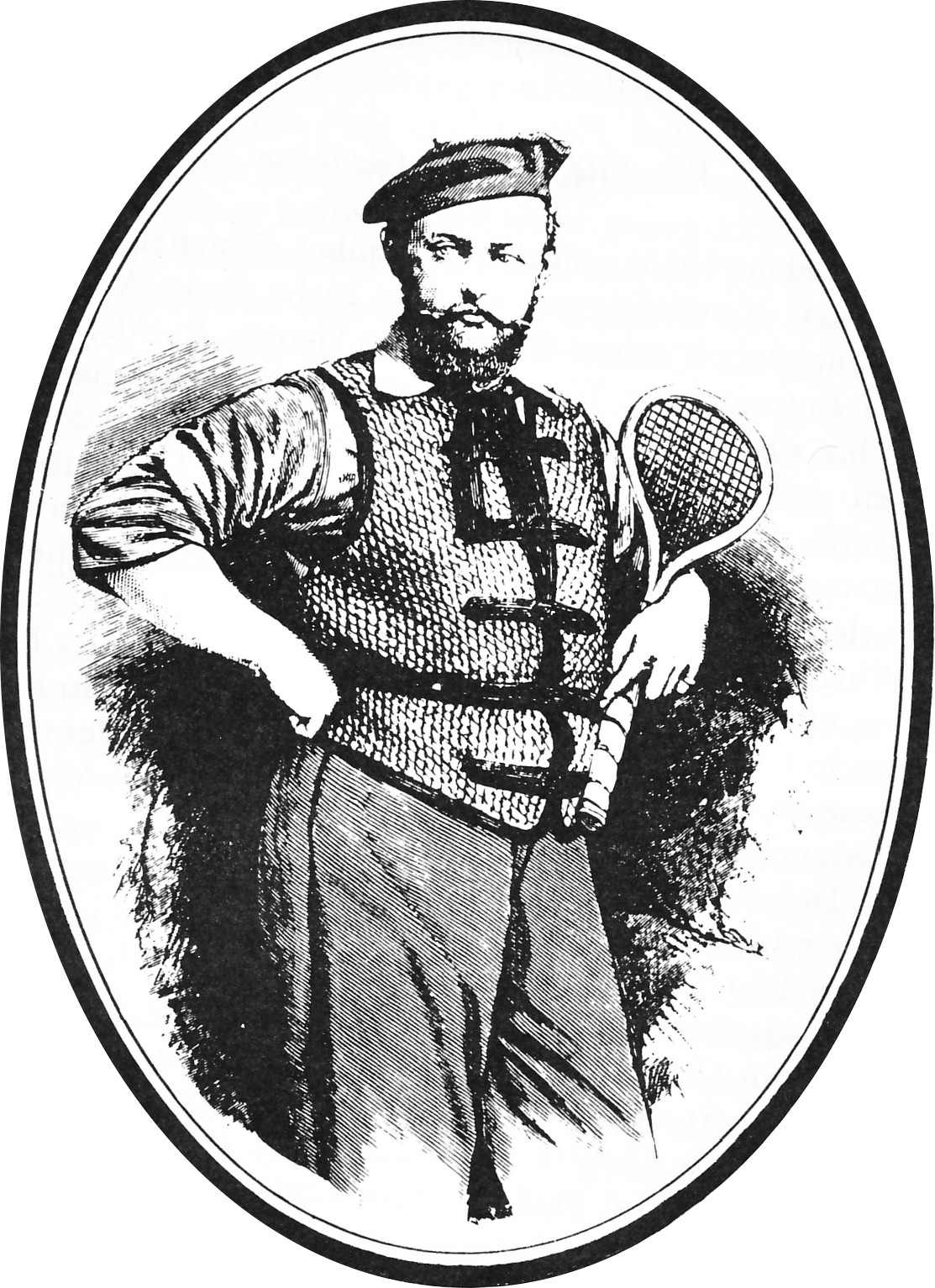
Walter Clopton Wingfield

Walter Clopton Wingfield (octombrie 1833 - 18 aprilie 1912) a fost un  inventator din Țara Galilor care a introdus tenisul de câmp. A fost educat la școala Rossal din comitatul Lancashire. Este autorul a două cărți: The Book of the Game și The Major's Game of Lawn Tennis. A adus contribuții la construcția bicicletei. A fost inclus în International Tennis Hall of Fame în 1997. 